# Якушев, Пётр Герасимович
Пётр Герасимович Якушев (17 сентября 1919 — 1973) — советский конструктор стрелкового оружия, кандидат технических наук (1969).

## Биография
Родился 17 сентября 1919 года в деревне Ярославка, ныне Ефремовского района Тульской области, в семье крестьянина.
В 1937 году окончил среднюю школу и поступил в Тульский механический институт.
В июле 1941 года в связи с начавшейся Великой Отечественной войной был эвакуирован на Урал, на один из заводов оборонной промышленности, где принимал участие в качестве технолога в организации производства вооружений.
В апреле 1945 года для продолжения прерванной учёбы вернулся в Тулу. После окончания в 1947 году Тульского механического института и до последних дней своей жизни работал на предприятиях и в конструкторском бюро оборонной промышленности инженером, руководителем конструкторской группы, главным конструктором проекта, начальником отдела.
Умер 17 февраля 1973 года, похоронен в Туле.

## Разработки
Якушевым разработаны 23-мм зенитные автоматы 2А7, 2А-14; 73-мм танковая пушка 2А-25 «Молния»; сконструирован 12,7-мм скорострельный пулемет ЯкБ-12,7.

## Награды
- Награждён орденом Знак Почета и медалями.
- Лауреат Государственной премии СССР (1968)
- Премия имени С. И. Мосина (дважды).

## Память
- В Туле на ул. Октябрьской, 25 установлена мемориальная доска с надписью: «В этом доме жил выдающийся конструктор стрелкового оружия Якушев Петр Герасимович, 17.IX.1919 — 1973.17.II».[2]